# Бандар Аль-Абабі
Бандар Аль-Абабі (араб. بندر محمد صالح الأحبابي, нар. 9 липня 1990) — еміратський футболіст, фланговий півзахисник клубу «Аль-Айн».

## Клубна кар'єра
Народився 23 листопада 1994 року. Вихованець «Аль-Айна». У дорослому футболі дебютував 2010 року виступами за цю ж команду, з якою виграв чемпіонат країни у сезоні 2011/12, але основним гравцем не став, тому в подальшому грав за менш титуловані місцеві клуби «Аль-Дафра» та «Баніяс».
2016 року Бандар повернувся в рідний «Аль-Айн», з яким ще раз виграв чемпіонат ОАЕ, а в кінці 2018 року став фіналістом клубного чемпіонату світу.

## Виступи за збірну
Зі збірною ОАЕ до 23 років брав участь у футбольному турнірі Азійських ігор 2014 року. На турнірі забив гол у групі проти Індії (5:0), та в 1/8 фіналу проти В'єтнаму (3:1), допомігши таким чином своїй команді стати чвертьфіналістом змагань.
11 червня 2015 року дебютував у складі національної збірної ОАЕ в товариській грі проти Південної Кореї (0:3).

## Титули і досягнення
- Чемпіон ОАЕ (3):

«Аль-Айн»: 2011/12, 2017/18, 2021/22
- Володар Кубка Президента ОАЕ (1):

«Аль-Айн»: 2017/18
- Володар Кубка Ліги ОАЕ (1):

«Аль-Айн»: 2021/22